# أندريه شفينسكا
أندريه شفينسكا (بالبولندية: Andrzej Szewiński)‏ (20 فبراير 1970 بوارسو في بولندا - ) هو سياسي ولاعب كرة طائرة بولندي في مركز مهاجم ‏. لعب مع اتحاد مكابي تل أبيب ‏ وAZS Częstochowa ‏.